# Coupe des îles Féroé de football 1958
Navigation
Løgmanssteypið 1957 Løgmanssteypið 1959
La Coupe des Îles Féroé 1958 de football est la 4e édition de la Løgmanssteypið (Trophée du Premier Ministre). 
La finale du tournoi se disputa à Tvøroyri au stade Sevmýri.
Le TB Tvøroyri fut le vainqueur. C'est le deuxième titre du club.

## Format
Prenant place sur deux jours à Tvøroyri, la compétition se composa en deux demi-finales et la finale. Seules les équipes de Meistaradeildin 1958 (Division des Champions) participèrent à la compétition. Le KÍ Klaksvík ne participa pas à la compétition.

## Clubs participants
| \| B36 HB TB VBV \| Localisation des clubs engagés dans la coupe nationale 1958. |
| B36 HB TB VBV                                                                    |

- B36 Tórshavn - Meistaradeildin
- HB Tórshavn - Meistaradeildin Tenant du Titre
- TB Tvøroyri - Meistaradeildin
- VB Vágur - Meistaradeildin

## Résultats

### Demi-finales[3]
| Date         | Équipe 1    | Résultat | Équipe 2     |
| ------------ | ----------- | -------- | ------------ |
| 30 août 1958 | HB Tórshavn | 3-2      | VB Vágur     |
| 30 août 1958 | TB Tvøroyri | 2-1ap    | B36 Tórshavn |

### Finale
| 31 août 1958 | TB Tvøroyri | 5-3   | HB Tórshavn | Sevmýri, Tvøroyri |
|              |             | (2-2) |             |                   |